# Lesní potok (přítok Ohře)
Lesní potok je 4,5 km dlouhý potok v Chebské pánvi v okrese Cheb v Karlovarském kraji. Plocha jeho povodí měří 7,4 km².

## Průběh toku
Potok pramení v nadmořské výšce 540 metrů přibližně 500 metrů jižně od Hůrky, místní části Libé, necelé 2 km severně od Česko-bavorské hranice. Nejprve teče východním směrem, po zhruba 1,5 km dospěje k soustavě rybníků, které částečně napájí. Později je do něj odváděna voda z těchto rybníků. To se již mění směr toku na jižní. Potok teče krátce při západní hranici přírodní rezervace Studna u Lužné. Ještě než přiteče k levému břehu Ohře, respektive k vodní nádrži Skalka, nacházejí se v korytě potoka soustavy hrází a kanálů, bobří hráze. Na kmenech olší lemujích břehy potoka, jsou nepřehlédnutelné dřevorubecké výtvory tohoto chráněného hlodavce – bobra evropského (Castor fiber).
Zde se již potok v přírodním parku Smrčiny vlévá jako levostranný přítok do Ohře na jejím 242 říčním kilometru.